# Дейвид Боуи
Дѐйвид Бо̀уи  (на английски: David Bowie), среща се и като Дейвид Бауи (символи за произношение по МФА [ˈboʊ.i]), роден като Дейвид Робърт Джоунс (на английски: David Robert Jones; 8 януари 1947 – 10 януари 2016) е британски певец, композитор, мулти-инструменталист, продуцент, аранжор, художник и актьор. Боуи беше важна фигура в поп музиката в продължение на повече от четири десетилетия и е известен като новатор, особено с работата си през 70-те на 20 век. Неговият андрогинален вид е един емблематичен елемент от образа му особено през 70-те и 80-те на 20 век.
Първият хит на Боуи „Space Oddity“ достига топ 5 на Великобритания след излизането си през юли 1969 г. След тригодишен период на експериментиране той отново се издига през 1972 г. по време на ерата на глем рока с пищния андрогинен образ на Зиги Стардъст, ръководен от хитовия сингъл „Starman“ и албума „Възход и падение на Зиги Стардъст и паяците от Марс“. Въздействието на Боуи по онова време е описано от биографа Дейвид Бъкли: „оспорва основното убеждение на рок музиката на своето време“ и „създаде може би най-големия култ в популярната култура“. Образът на Зиги се оказа един от аспектите в кариерата, белязана от преоткриване, иновация и визуална презентация.
През 1975 г. Боуи постига първия си голям успех в Америка с номер едно сингъла „Fame“ и хитовия албум „Младите американци“, в които певецът се характеризира като „пластична душа“. Звукът представлява радикална промяна в стила, който първоначално отблъсква много от неговите почитатели във Великобритания. След това той опровергава очакванията на американската си публика, като записва албума „Low“ с електронно звучене. Това е първият от трите албума в сътрудничество с Брайън Ино. „Low“ (1977), „Heroes“ (1977), „Lodger“ (1979) – така наречената „Берлинска трилогия“. Всички достигат британския топ пет и получават овациите на критиците. След непостоянен комерсиален успех в края на 70-те Боуи достига до номер едно във Великобритания със сингъла от 1980 г. „Ashes to Ashes“, албума „Scary Monsters (And Super Creeps)“ и „Under Pressure“ през 1981 г. в сътрудничество с Куийн. След това той достигна нов връх през 1983 г. с албума Let's Dance, където има няколко хит сингъла. През 90-те и след 2000 г. Боуи продължава да експериментира с музикални стилове, включително и Blue Eyed Soul (соул музика, в която се среща комбинация на различни стилови елементи), индъстриъл, Adult Contemporary и jungle. Последното му турне, Reality Tour, е през 2003 – 2004. Последното му изпълнение на живо е на благотворително събитие през 2006 г. На 69-ия му рожден ден (8 януари 2016 г.) на пазара излиза албумът Blackstar. Само два дни след това умира от рак. Кремиран е на 12 януари 2016 г., а прахът му впоследствие е разпръснат над Бали, Индонезия.
Дейвид Бъкли твърди за Боуи: „Неговото влияние е уникално в поп културата, той е проникнал и променил живота на повече хора, отколкото всяка друга фигура“. През 2002 г. проучване на Би Би Си за 100-те най-велики британци поставя Боуи под номер 29. През 2004 г. списание „Ролинг Стоун“ го класира на 39-о място в списъка си на 100-те най-големи артисти за всички времена. За цялата си кариера той е продал около 140 милиона копия в целия свят. В Обединеното кралство той е носител на девет платинени албума, единадесет Златни и осем Сребърни. В САЩ пет платинени и седем златни. През 1996 г. Боуи е приет в Залата на славата на рокендрола.
От 70-те години насам Боуи многократно декларира своята бисексуалност в интервюта за медиите. Има син – режисьора Дънкан Джоунс и дъщеря Александрия – Лекси Зара Джоунс.

## Биография

### Младежки години
Дейвид Боуи е роден Дейвид Робърт Джоунс на 8 януари 1947 г. в Брикстън, Лондон. Майка му Маргарет Мери „Пеги“ (по баща Burns) е от Кент, работила е като сервитьорка, докато баща му Хейууд Стентон „Джон“ Джонс от Йоркшир е работел в благотворителната организация Барнардо. Семейството живее на улица Стансфийлд номер 40 в близост до границата на южните райони на Лондон Брикстон и Стокуел. Боуи посещава училището Стокуел до шестгодишна възраст. Има репутацията на надарено и твърдоглаво дете, забъркващо се в неприятности.
През 1953 г. семейството се премества в предградието Бромли, където две години по-късно Боуи учи в началното училище Бърнт Аш. Гласът му беше счетен за „подходящ“ от училищния хор и неговата блокфлейта е оценена над средните музикални способности. На деветгодишна възраст по време на танци в училище Боуи смайва учителите си. Те наричат неговите интерпретации „ярки, артистични“, а неговата увереност „изумителна“ за едно дете. През същата година интересът му към музиката е допълнително стимулиран, когато баща му донася вкъщи колекция от американски изпълнители, включително Франки Лимон и Тийнейджърите, Платерс, Фатс Домино, Елвис Пресли и Литъл Ричард. При слушане на „Tutti Frutti“, Боуи по-късно ще каже: „Аз чух Бог“. Елвис също има огромно въздействие върху него: „Видях моя братовчедка да танцува на ... „Hound Dog“ и никога не съм я виждал да стане и да се раздвижи толкова много от нищо друго. Наистина ме впечатли силата на музиката. Започнах да взимам записи веднага след това“. До края на следващата година той свири на укулеле и чай-чес бас и прави скифъл сесии с приятели, започва да свири и на пиано. Междувременно на сцената представя номера от Елвис и Чък Бери като израз на почитание към оригиналните изпълнители. Местната скаутска организация „Вълчетата“ го описва като „хипнотизиращ ... като някой от друга планета“. След като не успява да вземе изпита си след единадесети клас, Боуи се мести в Техническа гимназия Бромли.
Боуи учи изкуство, музика и дизайн включително оформление и набиране. Неговият полубрат Тери Бърнс го запалва по модерния джаз. Ентусиазмът му към музиканти като Чарлз Мингъс и Джон Колтрейн кара майка му да му даде един пластмасов алто саксофон през 1961 г. Той скоро получава и уроци от местен музикант. През 1962 г. Боуи получава сериозна контузия в училище, когато приятелят му Джордж Ъндърууд го удря в лявото око по време на сбиване за едно момиче. Лекарите се опасяват, че ще ослепее с окото. След поредица от операции по време на четиримесечната хоспитализация лекарите установили, че окото не може да бъде напълно възстановено. Боуи остава с нарушено възприятие за дълбочина и трайно разширена зеница. Въпреки тяхната кавга, Ъндърууд и Боуи остават добри приятели и Ъндърууд създава обложките за ранните албуми на Боуи.

### 1962 – 67: Ранна кариера до дебютен албум
Минавайки от своя пластмасов саксофон до истински инструмент през 1962 г., Боуи сформира първата си група на 15 години. Свири на китара рокендрол на местни младежки събирания и сватби. Konrads варирали между четири и осем членове, Ъндърууд бил сред тях. Когато Боуи напуска Техническото училище следващата година, той съобщава на родителите си намерението си да стане поп звезда. Майка му незабавно урежда наемането му като помощник електротехник. Разочарован от липсата на амбиции от другарите му, Боуи напуска Konrads и се присъединява към друга група King Bees. Той пише на предприемача Джон Блум и го кани да „направи за нас това, което Брайън Епстейн е направил за Бийтълс – и да направи нов милион“. Блум не отговаря на офертата, но го свързва с Лесли Конн, което довежда до първия договор за Боуи.

## Дискография
- „David Bowie“ (1967)
- „Space Oddity“ (1969)
- „The Man Who Sold the World“ (1970)
- „Hunky Dory“ (1971)
- „The Rise and Fall of Ziggy Stardust and the Spiders from Mars“ (1972)
- „Aladdin Sane“ (1973)
- „Pin Ups“ (1973)
- „Diamond Dogs“ (1974)
- Young Americans (1975)
- Station to Station (1976)
- Low (1977)
- Heroes (1977)
- „Lodger“ (1979)
- „Scary Monsters (and Super Creeps)“ (1980)
- „Let's Dance“ (1983)
- „Tonight“ (1984)
- „Never Let Me Down“ (1987)
- „Black Tie, White Noise“ (1993)
- „The Buddha of Suburbia“ (1993)
- „Outside“ (1995)
- „Earthling“ (1997)
- „'Hours...'“ (1999)
- „Heathen“ (2002)
- „Reality“ (2003)
- „The next day“ (2013)
- „Blackstar“ (2016)

## Филмография
- The Man Who Fell to Earth (1976) as Thomas Jerome Newton; received Saturn Award for Best Actor
- Just a Gigolo (1978) as Paul Ambrosius von Przygodski
- Christiane F. (1981) cameo as himself
- The Snowman (1982) narrator in re-released version
- Baal (1982) as Baal
- Yellowbeard (1983) the sailor wearing shark fin – The Shark
- Merry Christmas, Mr. Lawrence (1983) as Maj. Jack 'Strafer' Celliers
- The Hunger (1983) as John Blaylock
- Jazzin' for Blue Jean (1984) as Vic and Screaming Lord Byron
- Labyrinth (1986) as Jareth the Goblin King
- Absolute Beginners (1986) as Vendice Partners
- The Last Temptation of Christ (1988) as Pontius Pilate
- The Linguini Incident (1991) as Monte
- Dream On (TV series) (1991) as Sir Roland Moorecock
- Basquiat (1996) as Andy Warhol
- Gunslinger's Revenge (1998) as Jack Sikora
- Everybody Loves Sunshine (1999) as Bernie
- Mr. Rice's Secret (2000) as William Rice
- Zoolander (2001) cameo as himself; nominated for MTV Movie Award
- The Prestige (2006) as Nikola Tesla